# Clinus nematopterus
Clinus nematopterus es una especie de pez del género Clinus, familia Clinidae. Fue descrita científicamente por Günther en 1861.
Se distribuye por el Atlántico Suroriental: endémica del sur de África. La longitud total (TL) es de 11 centímetros. Se alimenta de otros peces y puede alcanzar los 50 metros de profundidad.
Está clasificada como una especie marina inofensiva para el ser humano.